# Climat de la république de l'Altaï
Le climat de la république de l'Altaï est fortement influencé par son altitude, qui varie de 250 à 4 500 m, donnant un climat montagnard plus ou moins fort selon l'endroit. La description du climat de la république d'Altaï reste malgré tout complexe : ce sujet est soumis à des masses d'air de l'Arctique tout au long de l'année, de masses d'air de l'Atlantique ainsi que des vents chaud du désert du Taklamakan. La république connaît d'importants effets de foehn et couches d'inversions à certaines périodes de l'année.

## Description
La république de l'Altaï, du fait de sa position géographie ainsi que son relief, a un climat fortement continental. Il se caractérise par des étés courts, entre juin et août, mais chauds, ainsi que des hivers longs, durant de novembre en mars, qui se caractérise par leurs températures négatives, parfois glaciales. Il y a trois zones climatiques au sein de la république de l'Altaï ; celle de basse montagne (jusqu'à 600 mètres, soit le nord du territoire), celle de moyenne montagne, entre 500 et 1500 mètres (soit la majorité du territoire) et enfin celle de haute montagne, au-dessus de 1500 mètres, soit le sud de la région. Le climat de la république de l'Altaï est fortement influencé par son relief, compris entre 250 et 4500 mètres, et par sa position géographique. Le climat formé d'une part par les masses d'air froides venant de l'Arctique qui descendent tout au long de l'année, mais aussi des masses d'air chaudes et humides venant de l'Atlantique ainsi que des vents chauds venant du sud-ouest, en particulier du désert du Taklamakan. En général, le facteur le plus important qui détermine les conditions météorologiques de la région est l'arrivée ou non des masses d'air de l'Atlantique,.
En ce qui concerne l'ensoleillement, le sud-est l'est le plus avec 142 kcal/cm2 de rayonnement solaire à Koch-Agatch, et les températures annuelles moyennes à travers la république de l'Altaï vont de +4°C à Gorno-Altaïsk et dans le nord-ouest jusqu'à -7°C sur les plateaux du sud-est. Cette division nord / sud-est existe aussi pour les autres évènements, le sud-est ayant des conditions climatiques sévères alors que le nord-est bien plus doux,.

## Saisons

### Hiver

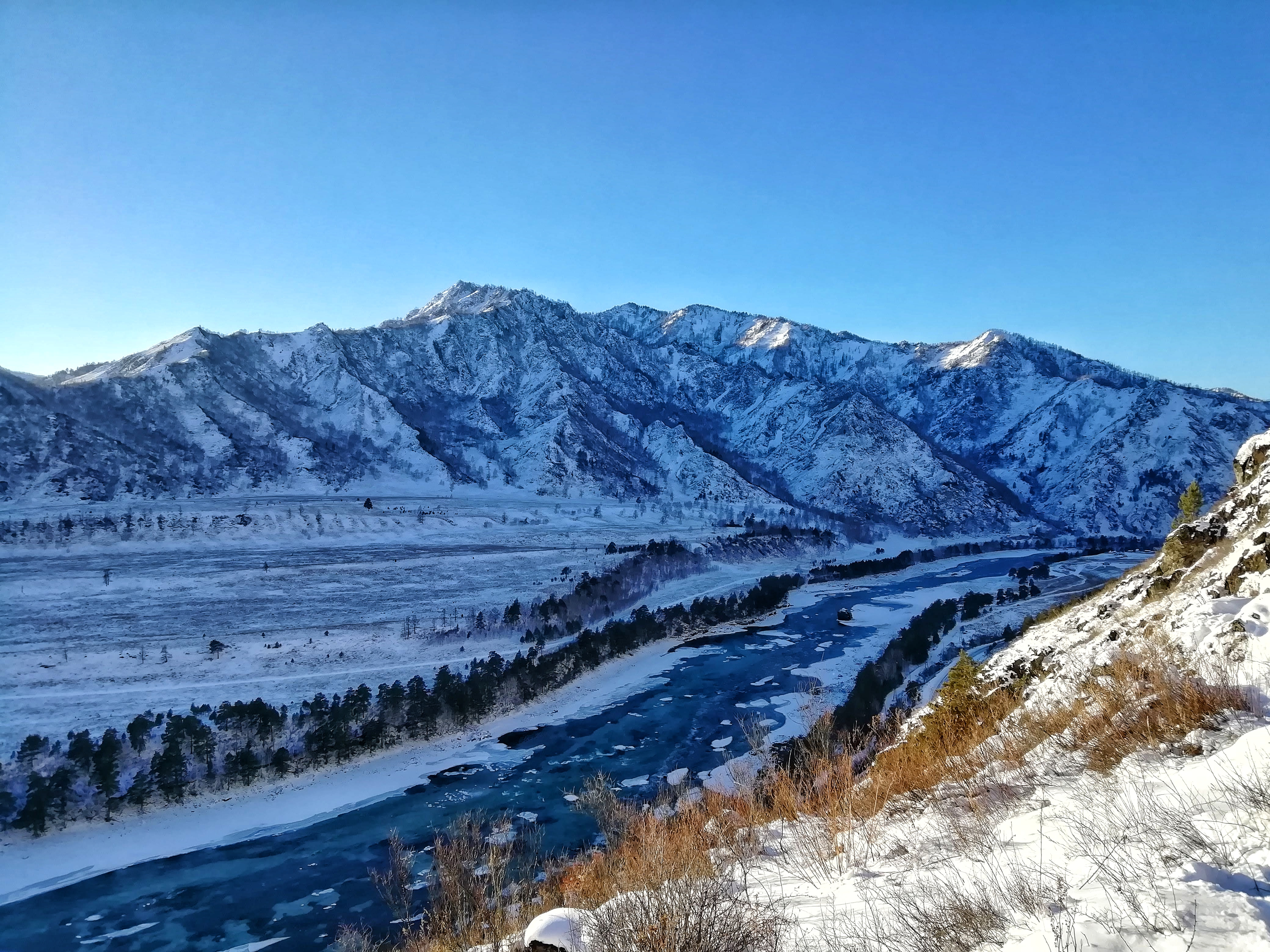
Vallée de la Katoun enneigée en décembre.

En hiver, les masses arctiques continentales amènent avec elles un air froid, les masses d'air venant du nord-ouest et de l'ouest apportent de fortes chutes de neige sur leur passage tandis que les vents du sud-ouest et de l'ouest amène un temps nuageux et sec. L'hiver est différent selon les zones climatiques, durant entre 3 et 5 mois, et avec des températures bien différentes selon les endroits. Alors qu'à la pointe sud du Teletskoïe, il fait en moyenne -8,1°C en janvier, et qu'à Tchemal (centre-nord), il en fait -12,6°C, les températures descendent plus on se dirige au sud, avec en moyenne -31,7°C dans la steppe de la Tchouïa. Quant aux températures minimales absolues, elle est de -44° à Kyzyl-Ozek (périphérie de Gorno-Altaïsk) alors qu'elle est de -55°C à Koch-Agatch.
Une des caractéristiques climatiques de la région est la formation en hiver, pendant l'après-midi et la nuit, de couches d'inversion; l'air froid qui provient des montagnes se glisse dans les vallées, et l'air chaud reste au-dessus des vallées. Ce phénomène, particulier, entraîne des smogs dans les zones urbaines, la pollution restant piégée dans les vallées comme à Gorno-Altaïsk. Cela explique pourquoi à 450 mètres d'altitude pendant la nuit en février, les températures sont en moyenne de -22,3°C, alors qu'elles sont seulement de -12,5°C à 1000 mètres d'altitudes. Cependant, lorsque le soleil se lève le matin, l'air est réchauffé et ces couches disparaissent.
L'autre caractéristique de l'hiver dans la république de l'Altaï se produit dans de nombreuses vallées, et peut être considéré comme l'exact inverse des couches d'inversions. Un effet de foehn peut se produire, permettant que le sol ne gèle que peu, mais avec un vent constant. Cet effet réchauffe les vallées, et il est surtout présent au Teletskoïe et dans les vallées de la Tchoulychman et de la Katoun. Ainsi, il peut y avoir des différences de 15°C entre la vallée de la Tchoulychmann et les vallées voisines. Les stations météorologiques des vallées de la Katoun et de la Tchoulychman enregistrent souvent cet effet plus de 100 jours par an.

#### Différences entre les espaces
Ainsi, région la plus froide de toute la république de l'Altaï est la steppe de la Tchouïa et plus généralement le sud-est de la République, dont le raïon de Koch-Agatch. Dans la steppe, la somme des températures annuelles moyennes négatives inférieures à -30°C est de -1490°C. Cependant, les températures minimales absolues de l'air ne sont pas enregistrées dans la steppe mais plutôt aux plateaux de l'Oukok et la Tchoulychman, avec des températures respectives de -66°C et de -60°C. À l'inverse, la somme des températures annuelles moyennes positives dans la steppe est de 1500°C, ce qui est cependant bien plus faible que dans les autres parties du territoire. En moyenne, les températures dans cette zone sont comprises entre -9°C et -6°C, et l'humidité est quasi inexistante, avec des précipitations dans la steppe oscillant entre 70 et 170 mm par an, ce qui rend le territoire aride. Sur le plateau de l'Oukok, les précipitations sont quant à elles comprises entre 150 et 300 mm.
Cette humidité, ou plutôt non-existence, est causée par l'arrivée de masses d'air sèches des déserts de Mongolie (dont celui de Gobi), entraîne de faibles chutes de neige en hiver ainsi qu'un développement important du pergélisol. De plus, pour la steppe, les crêtes qui ont une différence d'altitude de 2000 mètres avec la steppe bloquent l'arrivée de masses d'air humides du nord et de l'ouest. C'est ainsi que la Tchouïa du sud, sur ses sommets (entre 3000 m et 3700 m d'altitude), reçoit des précipitations comprises entre 1200 et 1500 mm chaque année, alors que sur ses versants sud qui donnent sur la steppe, elles sont sous la barre des 200 mm. Les rares pluies tombent usuellement en été, avec près de 60 % du total. En général, il ne pleut pas en janvier et il pleut en juillet. À Gorno-Altaïsk, les précipitations sont plutôt entre 700 et 1000 mm par an, et dans l'ouest du territoire (vers Oust-Kan et Oust-Koksa), cela est plus autour de 1500 mm de précipitations.

### Printemps, été et automne

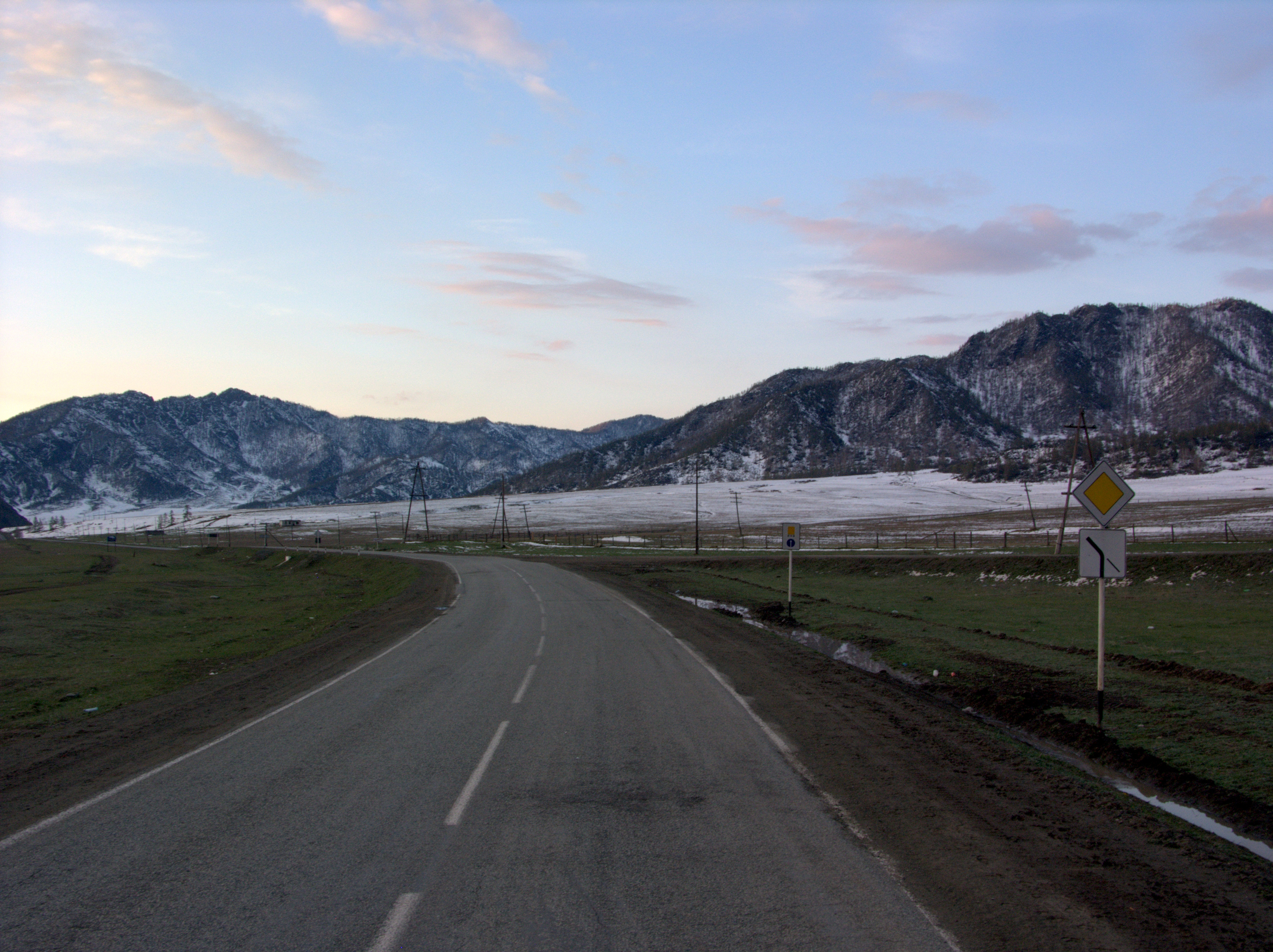
Enneigement le 24 mai 2010 à Ongoudaï.

Au printemps, la région est très ensoleillée, et les températures deviennent positives grâce aux vents d'Asie centrale, même si des incursions de masses froides de l'Arctique peuvent faire redescendre très vite les températures. C'est pourquoi les températures fluctuent énormément dans la région en cette saison. C'est aussi en cette saison que l'humidité relative est la plus basse, entre 35 et 40 % en avril-mai.
En été, la république de l'Altaï est tout comme en hiver dominée par des masses d'air venant du nord-ouest et de l'ouest, amenant cette fois-ci une forte humidité, principalement libérée sur les reliefs et plateaux au-dessus de 1000 mètres, mis à part sur le sud-est, aride. Les monts Katoun et les Alpes de la Tchouïa reçoivent ainsi des précipitations oscillant entre 2000 et 2500 mm chaque année, et le Béloukha en reçoit 3000 par an. Les températures en été sont très disparates selon le relief, et en moyenne, la température baisse de 0,5°C tous les 100 mètres d'altitude gagnés en cette saison. Ainsi en juillet, dans les vallées les températures atteignent souvent les 30 voire 35°C, à 1000 mètres les valeurs sont plutôt autour de 17°C tandis qu'à 2000 mètres d'altitude, cela oscille entre 8° et 10°C.
C'est en automne, autour d'octobre et de novembre que les premières neiges tombent, et au cours de l'hiver, l'enneigement varie selon un axe nord - sud. Alors que dans le nord-est, l'enneigement est souvent autour d'un mètre en moyenne, dans la steppe de la Tchouïa il n'est que de 8 cm.

## Synthèse climatique
| Températures moyennes minimales                                 | −3,8 °C                                        | −5,5 °C                                          | −9,8 °C                                          |
| Températures moyennes                                           | 2,1 °C                                         | 4,1 °C                                           | −3,7 °C                                          |
| Températures moyennes maximales                                 | 9,5 °C                                         | 8,7 °C                                           | 3,4 °C                                           |
| Précipitations moyennes                                         | 724,7 mm                                       | 534 mm                                           | 124 mm                                           |
| Ensoleillement moyen                                            | 2 016 h                                        | 2 896,72 h                                       | 2 811 h                                          |
| Record de températures Minimale / Maximale                      | −48,6 °C (décembre 1938) / 39,6 °C (août 2002) | −48,5 °C (janvier 1940) / 36,5 °C (juillet 1974) | −55,1 °C (janvier 1940) / 33,2 °C (juillet 2004) |
| Source : Pogoda i klimat,, climate-base.ru,, et ru.climate-data |                                                |                                                  |                                                  |

## Climats locaux

### Gorno-Altaïsk (Kyzyl-Oziok)
| Mois                                  | jan.       | fév.       | mars       | avril      | mai        | juin      | jui.      | août      | sep.      | oct.       | nov.       | déc.       | année      |
| ------------------------------------- | ---------- | ---------- | ---------- | ---------- | ---------- | --------- | --------- | --------- | --------- | ---------- | ---------- | ---------- | ---------- |
| Température minimale moyenne (°C)     | −20,5      | −19,5      | −13,1      | −3         | 4,4        | 9,6       | 12,2      | 10,1      | 4,5       | −1,5       | −11,4      | −18,1      | −3,8       |
| Température moyenne (°C)              | −15,1      | −13,7      | −7,1       | 3          | 11,5       | 16,6      | 18,6      | 16        | 10,2      | 3,3        | −6,5       | −12,7      | 2,1        |
| Température maximale moyenne (°C)     | −7,9       | −5,8       | 0,4        | 10,7       | 19,5       | 24        | 25,6      | 23,4      | 18,2      | 10,8       | 0,1        | −6,3       | 9,5        |
| Record de froid (°C) date du record   | −46,4 1969 | −43,9 1931 | −36,3 1971 | −31,5 1964 | −15,1 1931 | −2 1933   | 2,6 1988  | −1 1967   | −8,3 1969 | −24,7 1987 | −42,8 1952 | −48,6 1938 | −48,6 1938 |
| Record de chaleur (°C) date du record | 13,5 1983  | 15,2 2002  | 25,3 1989  | 33,6 2020  | 36,1 1980  | 37,5 1977 | 39,6 1992 | 39,6 2002 | 36,4 2022 | 29,8 2015  | 24 2017    | 16,5 1955  | 39,6 2002  |
| Ensoleillement (h)                    | 85         | 116        | 173        | 192        | 241        | 265       | 276       | 233       | 174       | 115        | 78         | 68         | 2 016      |
| Précipitations (mm)                   | 21,5       | 21,1       | 28,4       | 52,2       | 75,3       | 99,5      | 108,5     | 99        | 72,6      | 61,3       | 49         | 36,1       | 724,7      |
| Nombre de jours avec précipitations   | 10,6       | 10         | 11,6       | 12,7       | 13,9       | 14,6      | 15,9      | 15,8      | 14        | 13,4       | 13,7       | 13,3       | 159,4      |
| Nombre de jours avec neige            | 2,2        | 1,8        | 1,6        | 0,5        | 0          | 0         | 0         | 0         | 0         | 0,6        | 2,6        | 3,8        | 13,1       |

| Diagramme climatique                                  |               |              |            |             |           |               |            |             |              |            |               |
| J                                                     | F             | M            | A          | M           | J         | J             | A          | S           | O            | N          | D             |
| −7,9−20,521,5                                         | −5,8−19,521,1 | 0,4−13,128,4 | 10,7−352,2 | 19,54,475,3 | 249,699,5 | 25,612,2108,5 | 23,410,199 | 18,24,572,6 | 10,8−1,561,3 | 0,1−11,449 | −6,3−18,136,1 |
| Moyennes : • Temp. maxi et mini °C • Précipitation mm |               |              |            |             |           |               |            |             |              |            |               |

### Oust-Koksa
| Mois                                                | jan.       | fév.       | mars       | avril     | mai        | juin      | jui.      | août      | sep.      | oct.       | nov.      | déc.       | année      |
| --------------------------------------------------- | ---------- | ---------- | ---------- | --------- | ---------- | --------- | --------- | --------- | --------- | ---------- | --------- | ---------- | ---------- |
| Température minimale moyenne (°C)                   | −24,5      | −21,5      | −12,2      | −2,1      | 3          | 8,1       | 10,2      | 7,9       | 2         | −3,6       | −12,5     | −21        | −5,5       |
| Température moyenne (°C)                            | −20        | −15,8      | −6         | 4,4       | 10,2       | 15,1      | 16,8      | 14,7      | 8,6       | 1,5        | −8,5      | −16,9      | 4,1        |
| Température maximale moyenne (°C)                   | −14,4      | −9,3       | 0,5        | 12        | 18,3       | 23,3      | 24,7      | 23,3      | 17,1      | 8,4        | −3,5      | −12        | 8,7        |
| Record de froid (°C) date du record                 | −48,5 1940 | −43,9 1951 | −37,8 1951 | −25 1979  | −10,7 1960 | −3 2007   | −1,2 1936 | −4,5 1938 | −9,8 1969 | −22,6 1987 | −42 1944  | −46,4 1966 | −48,5 1940 |
| Record de chaleur (°C) date du record               | 5,7 2002   | 8,4 2021   | 17,2 1989  | 27,3 1972 | 33,2 2022  | 33,4 2012 | 36,5 1974 | 36,4 2008 | 31,2 1953 | 23,7 1986  | 12,6 1990 | 8,2 1989   | 36,5 1974  |
| Précipitations (mm)                                 | 12,7       | 11,9       | 13,4       | 31,9      | 55         | 76        | 76,8      | 68,7      | 48,2      | 35         | 25,9      | 19,3       | 534        |
| Précipitations les plus basses (mm) année du record | 0,5 1964   | 0,1 1964   | 0,6 1967   | 1 1991    | 5 1974     | 11 1955   | 4 1965    | 18 1996   | 5 1951    | 6 1990     | 4 1978    | 3 1968     | 231 1974   |
| Précipitations les plus hautes (mm) année du record | 36 1979    | 36 1993    | 98 2018    | 121 1952  | 151 1938   | 144 1993  | 195 1984  | 173 2013  | 113 1999  | 97 1976    | 81 1980   | 53 1996    | 697 1946   |
| Record de pluie en 24 h (mm) date du record         | 20 1940    | 27 1992    | 34 2018    | 52 1952   | 70 1973    | 50 1972   | 44 1979   | 40 1981   | 36 1970   | 49 1977    | 35 1963   | 22 1984    | 70 1973    |

| Diagramme climatique                                  |               |              |            |         |           |              |             |           |           |               |            |
| J                                                     | F             | M            | A          | M       | J         | J            | A           | S         | O         | N             | D          |
| −14,4−24,512,7                                        | −9,3−21,511,9 | 0,5−12,213,4 | 12−2,131,9 | 18,3355 | 23,38,176 | 24,710,276,8 | 23,37,968,7 | 17,1248,2 | 8,4−3,635 | −3,5−12,525,9 | −12−2119,3 |
| Moyennes : • Temp. maxi et mini °C • Précipitation mm |               |              |            |         |           |              |             |           |           |               |            |

### Koch-Agatch
| Mois                                                | jan.       | fév.       | mars       | avril     | mai        | juin      | jui.      | août      | sep.       | oct.       | nov.       | déc.       | année      |
| --------------------------------------------------- | ---------- | ---------- | ---------- | --------- | ---------- | --------- | --------- | --------- | ---------- | ---------- | ---------- | ---------- | ---------- |
| Température minimale moyenne (°C)                   | −32,1      | −28,5      | −17        | −5,3      | 0,6        | 6,7       | 9,1       | 6,4       | −0,4       | −8,3       | −19,8      | −28,5      | −9,8       |
| Température moyenne (°C)                            | −27,3      | −22,6      | −10,5      | 1         | 7,4        | 13,5      | 15,3      | 13,1      | 6,6        | −2,2       | −14,7      | −24        | −3,7       |
| Température maximale moyenne (°C)                   | −20,6      | −14,6      | −2,9       | 8,2       | 14,6       | 20,7      | 22,4      | 20,4      | 14,1       | 4,9        | −8,2       | −17,8      | 3,4        |
| Record de froid (°C) date du record                 | −55,1 1940 | −50,9 1936 | −47,9 1936 | −34 1939  | −13,8 1946 | −6,5 1942 | −2,2 1940 | −6,2 1938 | −23,9 1968 | −32,3 1940 | −46,7 1954 | −51,2 1947 | −55,1 1940 |
| Record de chaleur (°C) date du record               | 1,5 1979   | 4,3 1998   | 14,9 1977  | 24,9 2018 | 28,2 2004  | 30,6 2012 | 33,2 2004 | 31,2 1972 | 27,3 2014  | 19,4 1990  | 8,9 1963   | 2,9 1989   | 33,2 2004  |
| Ensoleillement (h)                                  | 148        | 184        | 248        | 277       | 309        | 302       | 298       | 294       | 259        | 213        | 152        | 127        | 2 811      |
| Précipitations (mm)                                 | 3          | 1          | 1          | 4         | 9          | 22        | 35        | 28        | 7          | 5          | 6          | 3          | 124        |
| Précipitations les plus basses (mm) année du record | 0 1970     | 0 1949     | 0 1935     | 0 1934    | 0 1990     | 0,8 1947  | 2 1974    | 2 1985    | 0 1949     | 0 1947     | 0 1943     | 0 1948     | 76 1949    |
| Précipitations les plus hautes (mm) année du record | 17 1960    | 18 1973    | 28 1974    | 22 2023   | 38 2020    | 61 1975   | 82 2007   | 106 1973  | 46 1975    | 14 2010    | 24 2015    | 29 1937    | 294 1973   |
| Record de pluie en 24 h (mm) date du record         | 9 1973     | 8 1976     | 28 1974    | 11 1973   | 26 2020    | 51 1975   | 39 1987   | 33 1973   | 37 1975    | 10 1969    | 17 1968    | 7 1957     | 51 1975    |

| Diagramme climatique                                  |             |          |          |          |           |           |           |           |          |            |             |
| J                                                     | F           | M        | A        | M        | J         | J         | A         | S         | O        | N          | D           |
| −20,6−32,13                                           | −14,6−28,51 | −2,9−171 | 8,2−5,34 | 14,60,69 | 20,76,722 | 22,49,135 | 20,46,428 | 14,1−0,47 | 4,9−8,35 | −8,2−19,86 | −17,8−28,53 |
| Moyennes : • Temp. maxi et mini °C • Précipitation mm |             |          |          |          |           |           |           |           |          |            |             |